# Крістіан Коулсон
Крістіан Коулсон (англ. Christian Peter Coulson; нар. 3 жовтня 1978, Манчестер) — англійський актор.
Виконав ролі Ральфа у фільмі «Годинники» (2002), Тома Реддла (молодого Волдеморта) у фільмі «Гаррі Поттер і таємна кімната» (2002). Зіграв Джеймса, герцога Монмутського у фільмі «Карл Другий: Влада і пристрасть» (амер. «Останній король»).
Навчався в Кембриджському університеті (Клер Коледж), де вивчав англійську мову.

## Фільмографія
- 2001- Кохання у холодному кліматі (серіал)
- 2001- Найгірша відьма в Коледжі чарівників (серіал)
- 2002- Сага про Форсайтів
- 2002- Чотири пера
- 2002- «Гаррі Поттер і таємна кімната»
- 2002- Годинники
- 2003- Горнблавер: Відданість (ТБ) — мічман Джек Геммонд
- 2003- Ваша Бріташа (серіал)
- 2003- Останній король (серіал)
- 2005- Міс Марпл: Оголошено вбивство (ТБ)
- 2005- Геній Бетховена (серіал)
- 2005- Забери мене
- 2005- Бриф Інкаунтерс
- 2007- Остання ніч
- 2008- «Операція Валькірія» (епізод)
- 2009- Елі в Країні чудес
- 2010- Пліткарка сезон 4 серія 4

### Аудіо-роботи
- Doctor Who — The Haunting of Thomas Brewster — Big Finish Productions (2008) Robert McIntosh
- Doctor Who — The Bride of Peladon — Big Finish Productions (2008) Pelleas
- Озвучування реклам Nissan Micra, Tom Tom Sat Nav, L'Oreal and Bluewater (Британське ТБ)
- Озвучування документального фільму «My Way — James hewitt» для Optomen television.

### Участь у заходах
- Collectormania 4 (2003)
- Collectormania 7 (2005)
- Cries from the Heart (2006)
- Infinitus (2010)